# Uncle Tupelo
Uncle Tupelo — американская альтернативная кантри-группа из Белвилля, штат Иллинойс, существовавшая с 1987 по 1994 год, которую считают родоначальником жанра альт-кантри. Джей Фаррар, Джефф Твиди и Майк Хейдорн создали группу после того, как вокалист их предыдущей группы The Primitives ушёл учиться в колледж. Трио записало три альбома для Rockville Records, а затем подписало контракт с Sire Records и расширило состав до пяти человек. Вскоре после выхода дебютного альбома группы Anodyne, Фаррар объявил о своём решении покинуть группу из-за испортившихся отношений со своим соавтором Твиди. Uncle Tupelo распались 1 мая 1994 года, после завершения прощального тура. После распада Фаррар вместе с Хейдорном основал группу Son Volt, а остальные участники продолжили свою деятельность под названием Wilco.
Хотя группа Uncle Tupelo распалась, не достигнув коммерческого успеха, она известна своим влиянием на сцену альтернативной кантри-музыки. Первый альбом группы, No Depression, стал ярлыком жанра и имел широкое влияние, считается одним из самых важных альтернативных кантри-альбомов и родоначальником жанра. Звучание Uncle Tupelo было непохоже на популярную кантри-музыку того времени, черпая вдохновение в таких разных стилях, как хардкор-панк группы The Minutemen и кантри-инструментализм и гармонию фолк-группы Carter Family и «отца современной музыки кантри» Хэнка Уильямса. В текстах Фаррара и Твиди часто упоминается Средняя Америка и рабочий класс Бельвилля.

## Биография
См. также «Uncle Tupelo History» в английском разделе.

## Дискография
См. также «Uncle Tupelo discography» в английском разделе.
- No Depression (1990)
- Still Feel Gone[англ.] (1991)
- March 16–20, 1992[англ.] (1992)
- Anodyne[англ.] (1993)

## Признание
Uncle Tupelo считаются одними из основателей жанра альтернативного кантри, представляющего собой смесь альтернативного рока и традиционной музыки кантри. Хотя со временем этот жанр стал ассоциироваться с сольными исполнителями, такими как Грэм Парсонс и Лайл Ловетт, Uncle Tupelo считается первой группой альтернативного кантри. Некоторые СМИ, такие как BBC, даже предположили, что они были единственными создателями жанра. Однако Твиди и Хайдорн оспаривают это утверждение, а Фаррар говорит, что нет никакой разницы между альтернативным кантри и другими жанрами, такими как корневой или рутс-рок. Хайдорн прокомментировал в интервью Country Standard Time:
Странно слышать, когда упоминают Uncle Tupelo, потому что то, что мы делали, было в такой длинной линии музыкальной истории. Люди ошибаются, когда начинают с нас и говорят, что мы что-то начали, потому что мы просто подхватили мяч, начиная с Вуди Гатри и заканчивая началом 60-х и Flying Burrito Brothers, которые оказали на нас влияние. Мы не основали жанр. Мы внесли свой вклад в длинную череду довольно хорошей музыки. Именно так мы смотрели на это в то время — делать то, что подходит для песни. 
(It’s strange to hear Uncle Tupelo mentioned because what we were doing was in such a long line of musical history. People are wrong in starting with us and saying we started anything because we were just picking up the ball, starting with Woody Guthrie and on to the early '60s and the Flying Burrito Brothers that we were influenced by. We didn’t start a genre. We contributed to a long line of fairly good music. That’s the way we looked at it at the time—doing what was right for the song.)
Первые три альбома группы оказали влияние на современных исполнителей рутс-рока, таких как Richmond Fontaine и Whiskeytown. Использование Uncle Tupelo искажённых гитар для исполнения стиля музыки, известного своей серьёзностью, стало устойчивой тенденцией в современном роке 1990-х годов. Джейсон Энкени написал в AllMusic, что:
Выпустив в 1990 году свой дебютный альбом No Depression, трио Uncle Tupelo из Белльвилля, штат Иллинойс, начало не просто свою карьеру: соединив простоту и честность музыки кантри с яростью панка, они положили начало революции, которая отозвалась во всем американском андеграунде. 
(With the release of their 1990 debut LP, No Depression, the Belleville, IL, trio Uncle Tupelo launched more than simply their own career—by fusing the simplicity and honesty of country music with the bracing fury of punk, they kick-started a revolution which reverberated throughout the American underground.)
Их альбом 1990 года No Depression дал название влиятельному периодическому изданию альтернативного кантри. Благодаря влиянию альбома и периодического издания, термин «No Depression» стал нарицательным для альтернативного кантри, особенно для групп с влиянием панк-рока. Движение альтернативного кантри сыграло важную роль в успехе будущих традиционалистских кантри-исполнителей, таких как Робби Фулкс и Шелби Линн.

## Участники
- Джей Фаррар — вокал, гитара (1987—1994)
- Майк Хейдорн — ударные (1987—1992)
- Джефф Твиди — вокал, бас, гитара (1987—1994)
- Билл Белзер — ударные (1992)
- Кен Кумер — ударные (1992—1994)
- Макс Джонстон — скрипка, мандолина (1992—1994)
- Джон Стирратт — бас, гитара (1992—1994)

Timeline